# Miguel Ángel Reyes-Varela
Miguel Ángel Reyes-Varela, né le 21 juin 1987 à Guadalajara, est un joueur de tennis mexicain, professionnel depuis 2010.

## Carrière
Miguel Reyes-Varela a tout d'abord écumé le circuit ITF mexicain entre 2004 et 2006 avant de rejoindre une université américaine au Texas. Passé professionnel en 2010, il évolue principalement dans les tournois Futures et doit attendre février 2013 pour décrocher son premier titre en simple qui lui vaudra une invitation pour le tournoi d'Acapulco où il est battu par Leonardo Mayer. Il remporte deux autres tournois cette saison et atteint son meilleur classement en juin (400e) mais plusieurs blessures viennent toutefois entraver sa progression. En 2014, il obtient de bons résultats en double au niveau Challenger avec un premier titre à Guadalajara avec César Ramírez, mais aussi une demi-finale à l'ATP 500 d'Acapulco, ce qui le pousse à se consacrer entièrement à la discipline à partir de la saison suivante.
Il reçoit une invitation de l'ITF pour disputer les Jeux olympiques de Rio en 2016 avec Santiago González. En 2017, il remporte sept tournois Challenger dont cinq avec le Salvadorien Marcelo Arévalo, faisant de lui le joueur le plus titré de la saison dans cette catégorie.
Au tournoi de Wimbledon 2018, il bat au premier tour au côté de Federico Delbonis les premières têtes de série Oliver Marach et Mate Pavić. Il atteint sa première finale sur le circuit ATP en juillet 2018 avec Marcelo Arévalo à Newport puis remporte son premier titre deux semaines plus tard à Cabo San Lucas.
Moins prolifique pendant trois saisons, il rebondit en 2022 avec six titres sur le circuit secondaire aux côtés de Nicolás Barrientos, ainsi qu'une finale à Séoul.
Miguel Reyes-Varela joue depuis 2010 en Coupe Davis avec l'équipe du Mexique.

## Palmarès

### Titres en double messieurs
| No | Date       | Nom et lieu du tournoi                         | Catégorie | Dotation  | Surface      | Partenaire      | Finalistes                      | Score    |          |
| -- | ---------- | ---------------------------------------------- | --------- | --------- | ------------ | --------------- | ------------------------------- | -------- | -------- |
| 1  | 30-07-2018 | Abierto Mexicano de Tenis Mifel Cabo San Lucas | ATP 250   | 715 455 $ | Dur (ext.)   | Marcelo Arévalo | Taylor Fritz Thanasi Kokkinakis | 6-4, 6-4 | Parcours |
| 2  | 22-07-2024 | Plava Laguna Croatia Open Umag                 | ATP 250   | 579 320 € | Terre (ext.) | Guido Andreozzi | Manuel Guinard Grégoire Jacq    | 6-4, 6-2 | Parcours |

### Finales en double messieurs
| No | Date       | Nom et lieu du tournoi                       | Catégorie | Dotation    | Surface      | Vainqueurs                          | Partenaire         | Score               |          |
| -- | ---------- | -------------------------------------------- | --------- | ----------- | ------------ | ----------------------------------- | ------------------ | ------------------- | -------- |
| 1  | 16-07-2018 | Dell Technologies Hall of Fame Open Newport  | ATP 250   | 557 050 $   | Gazon (ext.) | Jonathan Erlich Artem Sitak         | Marcelo Arévalo    | 6-1, 6-2            | Parcours |
| 2  | 15-07-2019 | Hall of Fame Open Newport                    | ATP 250   | 583 585 $   | Gazon (ext.) | Marcel Granollers Serhiy Stakhovsky | Marcelo Arévalo    | 610-7, 6-4, [13-11] | Parcours |
| 3  | 26-09-2022 | Eugene Korea Open Tennis Championships Séoul | ATP 250   | 1 117 930 $ | Dur (ext.)   | Raven Klaasen Nathaniel Lammons     | Nicolás Barrientos | 6-1, 7-5            | Parcours |

## Parcours dans les tournois duGrand Chelem

### En double messieurs
| Année | Open d'Australie                                                                          | Open d'Australie                                                                   | Internationaux de France                                                               | Internationaux de France                                                                     | Wimbledon                                                                          | Wimbledon                                                                            | US Open | US Open |
| ----- | ----------------------------------------------------------------------------------------- | ---------------------------------------------------------------------------------- | -------------------------------------------------------------------------------------- | -------------------------------------------------------------------------------------------- | ---------------------------------------------------------------------------------- | ------------------------------------------------------------------------------------ | ------- | ------- |
| 2015  | —                                                                                         | —                                                                                  | 1er tour (1/32) S. González \|\| style="text-align:left;" \| M. González André Sá      | —                                                                                            | —                                                                                  | —                                                                                    | —       |         |
|       |                                                                                           |                                                                                    |                                                                                        |                                                                                              |                                                                                    |                                                                                      |         |         |
| 2018  | —                                                                                         | —                                                                                  | 2e tour (1/16) E. Donskoy \|\| style="text-align:left;" \| L. Mayer João Sousa         | 2e tour (1/16) F. Delbonis \|\| style="text-align:left;" \| L. Mayer João Sousa              | 1er tour (1/32) M. Arévalo \|\| style="text-align:left;" \| H. Kontinen John Peers |                                                                                      |         |         |
| 2019  | 1er tour (1/32) Leander Paes \|\| style="text-align:left;" \| Austin Krajicek Artem Sitak | 1er tour (1/32) M. Arévalo \|\| style="text-align:left;" \| Robin Haase F. Nielsen | 2e tour (1/16) M. Arévalo \|\| style="text-align:left;" \| Bob Bryan Mike Bryan        | —                                                                                            | —                                                                                  |                                                                                      |         |         |
|       |                                                                                           |                                                                                    |                                                                                        |                                                                                              |                                                                                    |                                                                                      |         |         |
| 2022  | —                                                                                         | —                                                                                  | —                                                                                      | —                                                                                            | 1er tour (1/32) N. Barrientos \|\| style="text-align:left;" \| W. Blumberg C. Ruud | 1er tour (1/32) N. Barrientos \|\| style="text-align:left;" \| Nuno Borges F. Cabral |         |         |
| 2023  | 1er tour (1/32) R. Ramanathan \|\| style="text-align:left;" \| P. Tsitsipás S. Tsitsipás  | 1/8 de finale A. Nedovyesov \|\| style="text-align:left;" \| W. Koolhof N. Skupski | 1er tour (1/32) N. Čačić \|\| style="text-align:left;" \| K. Krawietz Tim Pütz         | 1er tour (1/32) D. Vega Hernández \|\| style="text-align:left;" \| P. Tsitsipás S. Tsitsipás |                                                                                    |                                                                                      |         |         |
| 2024  | 2e tour (1/16) D. Altmaier \|\| style="text-align:left;" \| Rajeev Ram J. Salisbury       | 1/8 de finale Sriram Balaji \|\| style="text-align:left;" \| R. Bopanna M. Ebden   | 1er tour (1/32) G. Andreozzi \|\| style="text-align:left;" \| L. Glasspool J.-J. Rojer |                                                                                              |                                                                                    |                                                                                      |         |         |

N.B. : le nom du partenaire se trouve sous le résultat ; les noms des ultimes adversaires se trouvent à droite.

## Classements ATP en fin de saison
| Année          | 2004 | 2005 | 2006 | 2007 | 2008 | 2009 | 2010 | 2011 | 2012 | 2013 | 2014 | 2015 | 2016 | 2017 | 2018 | 2019 | 2020 | 2021 | 2022 | 2023 |
| Rang en simple | 1339 | 1055 | 997  | –    | –    | 1508 | 875  | 605  | 668  | 438  | 632  | –    | –    | –    | –    | –    | –    | –    | 1279 | –    |
| Rang en double | 1125 | 941  | 945  | –    | –    | –    | 348  | 393  | 345  | 688  | 118  | 106  | 127  | 108  | 58   | 98   | 98   | 109  | 64   | 80   |

Source : (en) Classements de Miguel Ángel Reyes-Varela sur le site officiel de la Fédération internationale de tennis